# Courcelles-lès-Montbéliard
Courcelles-lès-Montbéliard là một xã của tỉnh Doubs, thuộc vùng Bourgogne-Franche-Comté, miền đông nước Pháp.